# Примус
При́мус – е безфитилен нагревателен прибор, работещ с течно гориво: бензин или керосин. Изобретен е през 1892 година от Франц Линдквист, който по-късно основава фирмата Primus AB. Използва се широко в бита до момента, в който разширението на газоразпределителните мрежи го измества от битово използване. Популярен е при туристите особено в миналото.

## Принцип на работа
Принципа на работа е аналогичен на принципа на работа на поялната лампа. Горивото от резервоара A се подава към тръбната част на горелката B под въздействие на предварително създаденото с бутална помпа налягане в резервоара. След запалването налягането се поддържа от нагряването на резервоара и от допълнително помпене с въздушната помпа. В тръбата D горивото се изпарява и подава през дюзата E. След това парите на горивото се смесват с въздуха и изгарят в кръглата горелка на примуса C. За нормалното изпарение на горивото е необходимо да се поддържа висока температура на горелката. За това преди началото на работа е необходимо предварително нагряване. За целта, при някои примуси около горелката има специална чашка, в която преди запалването се налива течен спирт или се поставя сух спирт.
Битовите примуси работят с керосин и с бензин.

## Устройство
Примусът се състои от следните части:
- резервоар за гориво с отвор за зареждане
- бутална въздушна помпа
- горелка
- пиростия

Горелката на примуса се състои от:
- дюза с механизъм за регулиране
- щуцер
- изпарителна камера
- чашка
- отражател
- демонтируема горелка
- сифонна тръба

## Предимства
- По своята производителност и икономичност примусът е най-ефективният нагревателен уред работещ с течно гориво.
- Относително малко тегло
- Удобен за използване
- Лесно осигуряване на горивото.

## Недостатъци
- Често замърсяване на дюзата особено при използването на бензин.
- Сравнително сложно пускане на примуса в действие
- Сравнително шумната работа при горене на примуса, както и взривоопасност.